# Mato Verde
Mato Verde – miasto i gmina w Brazylii, w stanie Minas Gerais.